# Melchiorre di Sant'Agostino
Melchiorre di Sant'Agostino, al secolo Melchor Sánchez Pérez (Granada 1599 – Nagasaki, 11 dicembre 1632), è stato un missionario spagnolo dell'ordine degli agostiniani recolletti.
Martire in Giappone, fu beatificato da papa Giovanni Paolo II nel 1989.

## Biografia
Abbracciò diciannovenne la vita religiosa tra i frati agostiniani recolletti del convento di Granada e nel 1621 partì per le Filippine insieme con ventitré confratelli: svolse il suo apostolato a Mindanao e Manila.
Il 4 agosto 1632 si imbarcò da Manila per il Giappone insieme con il suo confratello Martino di San Nicola.
Uno dei mercanti cinesi che li aveva condotti in Giappone ne denunciò l'arrivo al governatore di Nagasaki, costringendo i due recolletti a rifugiarsi sui monti dove furono ospitati da Domenico Ibáñez de Erquicia che li introdusse alla lingua e alla cultura del posto.
Portatosi a Nagasaki, fu riconosciuto e arrestato il 3 novembre 1632: il governatore tentò di fargli abiurare il cristianesimo e, dinanzi al suo rifiuto, lo condannò a morte.
Morì sul rogo l'11 dicembre 1632, dopo quattro ore di supplizio.

## Il culto
La notizia del suo supplizio fu portata a Diego Correia Valente, vescovo di Macao, da mercanti portoghesi che avevano assistito al rogo. Trentadue testimoni oculari furono interpellati nel corso di un'inchiesta ordinata da Pedro de San Juan, governatore di Macao. Il decreto di introduzione del processo apostolico fu emesso nel 1920.
Fu proclamato beato da papa Giovanni Paolo II il 23 aprile 1989.
Il suo elogio si legge nel martirologio romano all'11 dicembre.